# Хондергейский сумон
Хондергейский сумон — административно-территориальная единица (сумон) и муниципальное образование со статусом сельского поселения в Дзун-Хемчикском кожууне Тывы Российской Федерации. Административный центр и единственный населённый пункт сумона — село Хондергей.
В 2021 году сообщалось об обнаружении в районе села Хондергей первого в Центральной Азии геоглифа — изображения быка (размером 3 на 4 метра), которое относят к окуневской культуре бронзового века.

## Население
| 2017 | 2018 |
| ---- | ---- |
| 992  | ↘991 |